# Serge Feys
 (mai 2008).
Si vous disposez d'ouvrages ou d'articles de référence ou si vous connaissez des sites web de qualité traitant du thème abordé ici, merci de compléter l'article en donnant les références utiles à sa vérifiabilité et en les liant à la section « Notes et références ».
Serge Feys était musicien du groupe TC Matic, groupe belge culte de la fin des années 1970 dont le chanteur était Arno.

## Biographie
Serge Feys est originaire de Ostende comme les autres membres de TC Matic. Il y réside toujours en 2008.
Serge Feys est en 2008 le claviériste du groupe de Arno, et un producteur de musique renommé en Belgique. Il a produit, entre autres, l'album de l'Orchestre du Mouvement Perpétuel, projet de Peter Bultink chanteur ostendais, chantant en français, et lauréat de la biennale de la chanson en Belgique en 2004. Depuis mai 2008 il accompagne aussi sur scène, au piano et clavier, Peter Bultink.